# Diritti acquisiti
I diritti acquisiti, detti anche diritti quesiti, sono quella categoria di diritti che, una volta entrati nella sfera giuridica di un soggetto, sono immutabili, anche di fronte a eventuali cambiamenti dell'ordinamento giuridico. La norma di legge, secondo questa teoria, non potrebbe applicarsi ad atti, fatti, eventi o situazioni verificatisi prima della sua entrata in vigore.

## Controlimiti
Tale limite alla discrezionalità del legislatore coinvolge strettamente la materia dell'efficacia della norma di legge nel tempo: sebbene in linea di principio la legge disponga solo per l'avvenire, la Corte costituzionale italiana ha statuito che il legislatore, fermo restando il limite dell'irretroattività della legge penale, può emanare norme con efficacia retroattiva "a condizione che la retroattività trovi adeguata giustificazione sul piano della ragionevolezza e non si ponga in contrasto con altri valori e interessi costituzionalmente prodotti".